# Purple Rain (álbum)
Purple Rain —literalmente en español: Lluvia púrpura— es el sexto álbum de estudio del artista estadounidense Prince y el segundo con su banda The Revolution, además de ser la banda sonora de la película también llamada Purple Rain. Fue lanzado el 25 de junio de 1984 por Warner Bros. Records y ha vendido más de 25 millones de copias, convirtiéndose en uno de los álbumes más exitosos de todo los tiempos y la sexta banda sonora de mayor éxito en el mundo.
Es calificado frecuentemente como uno de los mejores álbumes de la historia de la música y es ampliamente considerado como la obra maestra de Prince. La revista TIME lo nombró el décimo quinto -15°- mejor álbum de la historia en 1993 y VH1 lo ubicó en la decimoctava -18°- casilla en su lista de «los mejores álbumes de rock & roll de la historia». La revista Rolling Stone lo nombró el segundo mejor álbum de la década de los ochenta y lo ubicó en la septuagésima sexta - 76°- posición en su lista de los «mejores álbumes de todos los tiempos». Sus primeros dos sencillos: «When Doves Cry» y «Let's Go Crazy» encabezaron las listas de éxito en Estados Unidos y el mundo, mientras que «Purple Rain» alcanzó la segunda posición en el Billboard Hot 100. El álbum fue certificado con la distinción de platino en trece ocasiones por la RIAA.
En 2007, editores de la revista Vanity Fair lo nombraron la mejor banda sonora de la historia, mientras que la revista Tempo lo nombró el mejor álbum de la década. En 2008, Entertainment Weekly enlistó a Purple Rain el la cima de su lista de «los 100 mejores álbumes de los últimos 25 años» y en 2013, lo ubicó en la segunda posición de su lista de «los 100 mejores álbumes de todos los tiempos». En 2012, Slant Magazine lo consideró el segundo mejor álbum de la década de los ochenta, solo superado por Thriller de Michael Jackson. El mismo año, la Biblioteca del Congreso de Estados Unidos agregó el álbum a su Registro Nacional de la Grabación debido a su «alto valor cultural, histórico y estético».

## Antecedentes
Purple Rain salió a la venta el 25 de junio de 1984 a través de Warner Bros. Records. Prince escribió todas las canciones del álbum y algunas de ellas fueron modificadas por miembros de The Revolution. Canciones como «I Would Die 4 U», «Baby I'm a Star» y «Purple Rain» fueron grabadas durante un concierto del artista y su banda en el club First Avenue en Minneapolis el 3 de agosto de 1983, y modificadas y reeditadas posteriormente. Esto marcó la primera vez que el artista incluía material grabado en vivo en alguna de sus producciones.
«Take Me with U» fue grabada originalmente por el grupo Apollonia 6 junto con The Revolution y Jill Jones en la voz secundaria, pero Prince decidió tomarla para su álbum. «Let's Go Crazy» también fue grabada por The Revolution  mientras que «Computer Blue» fue grabada por la banda con una duración de 14 minutos. La versión final de dicha canción solo incluyó a Prince, Wendy Melvoin y Lisa Coleman. «The Beautiful Ones», «Darling Nikki» y «When Doves Cry» fueron todas compuestas, interpretadas y grabadas en su totalidad por Prince.

## Música
Purple Rain fue el primer álbum de Prince con la colaboración de su banda The Revolution. El resultado fue un álbum de mayor densidad musical, a comparación de sus previos trabajos discográficos en los que el artista era el único que intervenía. Musicalmente, Purple Rain permaneció conectado con el estilo R&B que el artista había utilizado previamente en sus primeros discos pero incluyó una influencia innegable del género rock, destacando al artista como «el hombre de la guitarra eléctrica».
Como banda sonora, gran parte de la música fue ampliamente destacada por el tinte psicodélico presente, destacado en la producción y la interpretación del artista y su grupo. Purple Rain es considerado uno de los álbumes más pop de su carrera y el más convencional a comparación de sus siguientes producciones. Igual que otros álbumes de estilo ecléctico, la mezcla correcta de diversos géneros e influencias del pop, el rock, el R&B y el dance marcaron el punto de quiebre de Purple Rain en la escena musical, lo cual es origen de gran parte de su popularidad. De esta manera, se consiguió tener música que fuera del gusto de la práctica totalidad de emisoras de radio de la época.
Además de las colosales cifras de ventas, muchos críticos destacaron el aspecto innovador y experimental de toda su música, especialmente en la producción de «When Doves Cry», la cual no incluía ninguna línea de bajo. Otros aspectos musicales, especialmente los elementos electrónicos y el uso del sintetizador, junto con instrumentación orgánica y la interpretación de la banda sumada a la marca innegable del rock y el R&B, fueron destacados por la crítica musical como factores distintivos y experimentales. El crítico Stephen Erlewine de Allmusic declaró que en Purple Rain, Prince «consolida sus raíces funk y R&B mientras se dirige sin problema hacia el pop, el rock y el heavy metal así como la psicodelia» bajo la influencia de The Revolution. Erlewine identificó la grabación de todas las nueve canciones como «intransigentes... dirigidas hacia el pop y de estilo experimental», dando a entender que la música de Purple Rain reflejaba a Prince en su versión más popular sin renunciar a su inclinación experimental.
«Take Me with U» fue escrita originalmente para Apollonia 6 pero luego fue enlistada en el álbum y «Computer Blue» debió ser acortada drásticamente para eliminar el fragmento de estilo suite de la banda sonora, aunque aún presente en la película en la escena en la que Prince se integra con los miembros de The Revolution. La letra explícita de «Darling Nikki» contribuyó a la aparición de stickers de contenido explícito sobre las copias producidas debido a quejas por parte del Centro de Recursos Musicales de Padres.

## Recepción crítica
En 1985, Prince ganó dos premios Grammy en las categorías de mejor interpretación rock de un dúo o grupo con vocalista y mejor álbum de banda sonora para medio visual, también fue nominado al álbum del año. Un año después, recibió un tercer Grammy en la categoría de mejor canción R&B por su colaboración en «I Feel for You» con Chaka Khan. Durante la quincuagésima séptima -57°- ceremonia de entrega de los premios Óscar, Prince resultó ganador en la categoría de mejor adaptación musical para una película.
Purple Rain vendió 13 millones de copias en los Estados Unidos, 1,5 millones de ellas en su primera semana en el mercado, recibiendo tiempo después la certificación de diamante por parte de la RIAA. Según la revista Billboard, el álbum se ubicó en la cima del listado general por 24 semanas consecutivas, desde el 4 de agosto de 1984 hasta el 18 de enero de 1985, un hito no registrado por ninguna otra banda sonora. El álbum estableció a Prince como uno de los artistas más relevantes de la década de los ochenta y a la fecha, ha vendido alrededor de 22 millones de copias. Tras la muerte del artista el 21 de abril de 2016, el álbum vendió 62 000 copias en la semana inmediatamente posterior, devolviéndolo al conteo de la lista Billboard 200 en la segunda posición.
Los cinco sencillos del álbum lograron el éxito a nivel internacional. Prince ingresó en cuatro ocasiones a los primeros diez lugares de la lista Billboard Hot 100: «When Doves Cry» y «Let's Go Crazy» alcanzaron el primer puesto, «Purple Rain» el segundo y «I Would Die 4 U» el octavo. El quinto y último sencillo, «Take Me with U» alcanzó la posición 25, pero se ubicó en el top 10 en Reino Unido, lo que significó el éxito de todos los sencillos de Purple Rain en el mundo.
En 2003, en una edición especial, la revista Rolling Stone posicionó el álbum en el puesto 72 de su lista de los 500 mejores álbumes de todos los tiempos.

## Lista de canciones
| N.º | Título                                  | Escritor(es)                                                             | Duración |  |
| 1.  | «Let's Go Crazy»                        | Prince                                                                   | 4:39     |  |
| 2.  | «Take Me with U» (con Apollonia Kotero) | Prince                                                                   | 3:54     |  |
| 3.  | «The Beautiful Ones»                    | Prince                                                                   | 5:13     |  |
| 4.  | «Computer Blue»                         | Prince, John L. Nelson, Lisa Coleman, Wendy Melvoin, Matthew Robert Fink | 3:59     |  |
| 5.  | «Darling Nikki»                         | Prince                                                                   | 4:14     |  |
| 6.  | «When Doves Cry»                        | Prince                                                                   | 5:54     |  |
| 7.  | «I Would Die 4 U»                       | Prince                                                                   | 2:49     |  |
| 8.  | «Baby I'm a Star»                       | Prince                                                                   | 4:24     |  |
| 9.  | «Purple Rain»                           | Prince                                                                   | 8:41     |  |

## Posición en listas

### Semanales
| País                | Lista                          | Mejor posición |             |             |             |             |             |
| 1984 — 1985         | 1984 — 1985                    | 1984 — 1985    | 1984 — 1985 | 1984 — 1985 | 1984 — 1985 | 1984 — 1985 | 1984 — 1985 |
| ------------------- | ------------------------------ | -------------- | ----------- | ----------- | ----------- | ----------- | ----------- |
| Alemania Occidental | GfK Entertainment Charts       | 5              |             |             |             |             |             |
| Australia           | ARIA Charts                    | 1              |             |             |             |             |             |
| Austria             | Ö3 Austria Top 40              | 8              |             |             |             |             |             |
| Canadá              | Canadian Albums Chart          | 1              |             |             |             |             |             |
| Dinamarca           | Tracklisten                    | 1              |             |             |             |             |             |
| Estados Unidos      | Billboard 200                  | 1              |             |             |             |             |             |
| Estados Unidos      | Billboard R&B Albums           | 1              |             |             |             |             |             |
| Francia             | Syndicat National de La France | 8              |             |             |             |             |             |
| Japón               | Oricon                         | 6              |             |             |             |             |             |
| Noruega             | VG-lista                       | 2              |             |             |             |             |             |
| Nueva Zelanda       | RIANZ                          | 4              |             |             |             |             |             |
| Reino Unido         | UK Albums Chart                | 7              |             |             |             |             |             |
| Suecia              | Sverigetopplistan              | 3              |             |             |             |             |             |
| Suiza               | Swiss Music Charts             | 7              |             |             |             |             |             |
| 2016                |                                |                |             |             |             |             |             |
| Australia           | ARIA Charts                    | 5              |             |             |             |             |             |
| Estados Unidos      | Billboard 200                  | 2              |             |             |             |             |             |
| Italia              | FIMI                           | 42             |             |             |             |             |             |
| Reino Unido         | UK Albums Chart                | 4              |             |             |             |             |             |

## Créditos
- Prince – voz principal, voz secundaria y varios instrumentos.
- Wendy Melvoin – guitarra y voz secundaria (1, 2, 4, 7, 8, 9)
- Lisa Coleman – teclados y voz secundaria (1, 2, 4, 7, 8, 9)
- Matt Fink – teclados (1, 2, 7, 8, 9)
- Brown Mark – bajo (1, 2, 7, 8, 9)
- Bobby Z. – batería percusión (1, 2, 7, 8, 9)
- Novi Novog – violín y viola (2, 8, 9)
- David Coleman – chelo (2, 8, 9)
- Suzie Katayama – chelo (2, 8, 9)
- Apollonia Kotero – voz principal (2)
- Jill Jones – voz secundaria (2)[7]